# Chris Mavinga
Chris Mavinga (Meaux, 26 maggio 1991) è un calciatore francese naturalizzato congolese (Repubblica Democratica del Congo), di ruolo difensore, svincolato.

## Carriera

### Club
Proveniente dalle giovanili del Liverpool, nell'inverno del 2011 viene ceduto in prestito al Racing Genk, con cui conterà 9 presenze nella Jupiler League.
L'estate del 2011 viene ceduto sempre in prestito al Rennes.

#### Toronto
Il 31 gennaio 2017 viene acquistato dai canadesi del Toronto FC.
L'11 marzo esordisce sia con i canadesi sia in MLS, subentrando a pochi minuti dalla fine della partita a Endō. Dopo un primo periodo di ambientamento, Mavinga diviene titolare fisso al centro della difesa e contribuisce alla conquista del primo storico treble di una squadra canadese vincendo il titolo di campione della stagione regolare, la coppa nazionale e la MLS Cup. Alla prima stagione colleziona complessivamente 34 presenze tra campionato e coppa. La stagione successiva non è ugualmente prosperosa di risultati e, a causa degli infortuni, il centrale congolese gioca poche partite, arrivando a collezionare in totale 18 presenze alla fine della stagione. La terza annata torna sui livelli della prima e Mavinga gioca con più continuità; la stagione si conclude con 33 presenze complessive e la seconda finale MLS, persa contro i Seattle Sounders. Il 9 gennaio 2020 la società gli rinnova il contratto per altri tre anni. Rimane al club canadese fino alla stagione 2022, giocando in totale 154 partite tra tutte le competizioni.

#### LA Galaxy
Il 5 gennaio 2023 viene ingaggiato dal LA Galaxy con cui firma un contratto per due anni. Nell'arco della stagione colleziona 19 presenze in campionato e due presenze in coppa nazionale e le prestazioni non esaltanti portano il club a non rinnovare il contratto al difensore congolese, svincolandolo.

## Statistiche

### Presenze e reti nei club
| Stagione             | Squadra              | Campionato           | Campionato | Campionato | Coppe nazionali | Coppe nazionali | Coppe nazionali | Coppe continentali | Coppe continentali | Coppe continentali | Altre coppe | Altre coppe | Altre coppe | Totale | Totale |
| Stagione             | Squadra              | Comp                 | Pres       | Reti       | Comp            | Pres            | Reti            | Comp               | Pres               | Reti               | Comp        | Pres        | Reti        | Pres   | Reti   |
| -------------------- | -------------------- | -------------------- | ---------- | ---------- | --------------- | --------------- | --------------- | ------------------ | ------------------ | ------------------ | ----------- | ----------- | ----------- | ------ | ------ |
| 2010-2011            | Genk                 | PL                   | 9          | 0          |                 | -               | -               |                    | -                  | -                  |             | -           | -           | 9      | 0      |
| 2011-2012            | Rennes               | L1                   | 14         | 0          | CF+CdL          | 2+1             | 0               | UEL                | 5                  | 0                  |             | -           | -           | 22     | 0      |
| 2012-2013            | Rennes               | L1                   | 27         | 0          | CF+CdL          | 1+3             | 0               |                    | -                  | -                  |             | -           | -           | 31     | 0      |
| Totale Stade Rennais | Totale Stade Rennais | Totale Stade Rennais | 41         | 0          |                 | 7               | 0               |                    | 5                  | 0                  |             | -           | -           | 53     | 0      |
| 2013-2014            | Rubin                | PL                   | 7          | 0          | KR              | 0               | 0               | UEL                | 8                  | 0                  |             | -           | -           | 15     | 0      |
| 2014-2015            | Stade Reims          | L1                   | 9          | 0          | CF+CdL          | 1+1             | 0               |                    | -                  | -                  |             | -           | -           | 11     | 0      |
| 2015-2016            | Troyes               | L1                   | 20         | 0          | CF+CdL          | 2+1             | 0               |                    | -                  | -                  |             | -           | -           | 23     | 0      |
| 2017                 | Toronto FC           | MLS                  | 26+5       | 0          | CC              | 3               | 0               |                    | -                  | -                  |             | -           | -           | 34     | 0      |
| 2018                 | Toronto FC           | MLS                  | 12         | 0          | CC              | 2               | 0               | CCL                | 4                  | 0                  |             | -           | -           | 18     | 0      |
| 2019                 | Toronto FC           | MLS                  | 26+4       | 0          | CC              | 1               | 0               | CCL                | 2                  | 0                  |             | -           | -           | 33     | 0      |
| 2020                 | Toronto FC           | MLS                  | 20+1       | 0          | CC              | -               | -               |                    | -                  | -                  |             | -           | -           | 21     | 0      |
| 2021                 | Toronto FC           | MLS                  | 22         | 0          | CC              | 2               | 0               | CCL                | 1                  | 0                  |             | -           | -           | 25     | 0      |
| 2022                 | Toronto FC           | MLS                  | 19         | 0          | CC              | 2               | 0               |                    | -                  | -                  |             | -           | -           | 21     | 0      |
| Totale Toronto       | Totale Toronto       | Totale Toronto       | 135        | 0          |                 | 11              | 0               |                    | 7                  | 0                  |             | -           | -           | 154    | 0      |
| 2023                 | LA Galaxy            | MLS                  | 19         | 0          | USOC            | 2               | 0               |                    | -                  | -                  |             | -           | -           | 21     | 0      |
| Totale carriera      | Totale carriera      | Totale carriera      | 240        | 0          |                 | 25              | 0               |                    | 20                 | 0                  |             | -           | -           | 285    | 0      |

### Cronologia presenze e reti in nazionale
| Cronologia completa delle presenze e delle reti in nazionale ― RD del Congo | Cronologia completa delle presenze e delle reti in nazionale ― RD del Congo | Cronologia completa delle presenze e delle reti in nazionale ― RD del Congo | Cronologia completa delle presenze e delle reti in nazionale ― RD del Congo | Cronologia completa delle presenze e delle reti in nazionale ― RD del Congo | Cronologia completa delle presenze e delle reti in nazionale ― RD del Congo | Cronologia completa delle presenze e delle reti in nazionale ― RD del Congo | Cronologia completa delle presenze e delle reti in nazionale ― RD del Congo |
| Data                                                                        | Città                                                                       | In casa                                                                     | Risultato                                                                   | Ospiti                                                                      | Competizione                                                                | Reti                                                                        | Note                                                                        |
| --------------------------------------------------------------------------- | --------------------------------------------------------------------------- | --------------------------------------------------------------------------- | --------------------------------------------------------------------------- | --------------------------------------------------------------------------- | --------------------------------------------------------------------------- | --------------------------------------------------------------------------- | --------------------------------------------------------------------------- |
| 28-3-2015                                                                   | Sharjah                                                                     | Iraq                                                                        | 2 – 1                                                                       | RD del Congo                                                                | Amichevole                                                                  | -                                                                           |                                                                             |
| 31-3-2015                                                                   | Sharjah                                                                     | Iraq                                                                        | 1 – 0                                                                       | RD del Congo                                                                | Amichevole                                                                  | -                                                                           | 70’                                                                         |
| 9-6-2015                                                                    | Mons                                                                        | RD del Congo                                                                | 1 – 1                                                                       | Camerun                                                                     | Amichevole                                                                  | -                                                                           | 80’                                                                         |
| 6-9-2015                                                                    | Bangui                                                                      | Rep. Centrafricana                                                          | 2 – 0                                                                       | RD del Congo                                                                | Qual. Coppa d'Africa 2017                                                   | -                                                                           | 30’                                                                         |
| Totale                                                                      |                                                                             | Presenze                                                                    | 4                                                                           |                                                                             | Reti                                                                        | 0                                                                           |                                                                             |

## Palmarès

### Competizioni nazionali
- Campionato belga: 1

Genk: 2010-2011
- Canadian Championship: 2

Toronto FC: 2017, 2018
- MLS Supporters' Shield: 1

Toronto FC: 2017
- Campionato MLS: 1

Toronto FC: 2017

### Nazionale
- Campionato d'Europa Under-19: 1

2010